# Abdelkader Benchamma
Abdelkader Benchamma (Mazamet, 10 de junio de 1975) pintor francés de arte contemporáneo. 
Estudió Bellas Artes en Montpellier y más tarde en París.
Ha realizado exposiciones en ciudades como París, Berlín, Bruselas, Toronto o Nueva York. En sus obras, dibuja movimientos antinaturales, situaciones incongruentes o detalles estrafalarios.